# Calling You
Calling You är ett musikalbum från 2010 av jazzsångerskan Rigmor Gustafsson och Radio.String.Quartet.Vienna.

## Låtlista
1. Still Crazy About All These Years (Paul Simon) – 4:32
2. Makin' Whoopee (Walter Donaldson/Gus Kahn) – 3:54
3. Goodbye for Now (Rigmor Gustafsson) – 3:16
4. I Just Don't Know What to Do With Myself (Burt Bacharach/Hal David) – 3:58
5. Fancy Nancy (Asja Valcic) – 2:28
6. If It's Magic (Stevie Wonder) – 4:03
7. Please Don't Stop (Richard Bona/John Stephens) – 4:03
8. Close to You (Rigmor Gustafsson) – 4:16
9. Wherever We Go (Johannes Dickbauer) – 5:23
10. The Dry Cleaner from Des Moines (Charles Mingus/Joni Mitchell) – 4:42
11. Calling You (Bob Telson) – 5:06
12. Nothing's Better Then Love (Rigmor Gustafsson) – 3:27
13. Ack Värmeland du sköna (trad) – 5:38

## Medverkande
- Rigmor Gustafsson – sång
- Radio.String.Quartet.Vienna
  - Bernie Mallinger – violin
  - Johannes Dickbauer – violin
  - Cynthia Lia – viola
  - Asja Valcic – cello

## Mottagande
Skivan fick ett blandat mottagande när den kom ut med ett genomsnitt på 3,4/5 baserat på tio recensioner.

## Listplacering
| Lista (2010) | Topplacering |
| ------------ | ------------ |
| Sverige      | 11           |